# Bahnstrecke Lübeck–Lübeck-Schlutup
| Empfangsgebäude Schlutup |                      |                                       |                                       |
| Streckennummer (DB): | 1131, 1132           |                                       |                                       |
| Spurweite: | 1435 mm (Normalspur) |                                       |                                       |
| |                      |                                       |                                       |
| \| \| \| von Puttgarden \| \| \| \| 0,607 \| Lübeck Hbf \| Lübeck Hbf \| \| \| \| nach Bad Segeberg \| \| \| \| 1,800 \| Lübeck Hauptgüterbahnhof \| Lübeck Hauptgüterbahnhof \| \| \| 2,518 \| Lübeck Hgbf Abzw nach Hamburg \| Lübeck Hgbf Abzw nach Hamburg \| \| \| \| nach Lüneburg \| \| \| \| 4,348 \| Abzw Strecknitz nach Bad Kleinen \| Abzw Strecknitz nach Bad Kleinen \| \| \| \| Ratzeburger Allee (L 331) \| \| \| \| \| Wakenitz \| \| \| \| \| Brandenbaumer Landstraße (L 182) \| \| \| \| 8,495 \| Abzw Brandenbaum (Lübecker Hafenbahn) \| Abzw Brandenbaum (Lübecker Hafenbahn) \| \| \| 9,800 \| Anschluss IVG (2016 stillgelegt) \| Anschluss IVG (2016 stillgelegt) \| \| \| 12,300 \| Lübeck-Schlutuper Tannen (Anst) \| Lübeck-Schlutuper Tannen (Anst) \| \| \| 14,284 \| Lübeck-Schlutup (ehemals Pers.-Bf) \| Lübeck-Schlutup (ehemals Pers.-Bf) \| \| \| \| Anschluss Nordgetreide \| \| \| \| \| Terminal Schlutup \| \| |                      |                                       |                                       |
| Strecke |                      | von Puttgarden                        | von Puttgarden                        |
| Bahnhof | 0,607                | Lübeck Hbf                            | Lübeck Hbf                            |
| Abzweig geradeaus und ehemals nach rechts |                      | nach Bad Segeberg                     | nach Bad Segeberg                     |
| Dienststation / Betriebs- oder Güterbahnhof | 1,800                | Lübeck Hauptgüterbahnhof              | Lübeck Hauptgüterbahnhof              |
| Abzweig geradeaus, nach rechts und ehemals von rechts | 2,518                | Lübeck Hgbf Abzw nach Hamburg         | Lübeck Hgbf Abzw nach Hamburg         |
| Abzweig geradeaus und nach rechts |                      | nach Lüneburg                         | nach Lüneburg                         |
| Abzweig geradeaus und nach rechts | 4,348                | Abzw Strecknitz nach Bad Kleinen      | Abzw Strecknitz nach Bad Kleinen      |
| Bahnübergang |                      | Ratzeburger Allee (L 331)             | Ratzeburger Allee (L 331)             |
| Brücke über Wasserlauf |                      | Wakenitz                              | Wakenitz                              |
| Bahnübergang |                      | Brandenbaumer Landstraße (L 182)      | Brandenbaumer Landstraße (L 182)      |
| Abzweig geradeaus und nach links | 8,495                | Abzw Brandenbaum (Lübecker Hafenbahn) | Abzw Brandenbaum (Lübecker Hafenbahn) |
| Abzweig geradeaus und ehemals nach links | 9,800                | Anschluss IVG (2016 stillgelegt)      | Anschluss IVG (2016 stillgelegt)      |
| ehemaliger Haltepunkt / Haltestelle | 12,300               | Lübeck-Schlutuper Tannen (Anst)       | Lübeck-Schlutuper Tannen (Anst)       |
| Betriebs-/Güterbahnhof Streckenanfang und quer · Abzweig nach rechts und von rechts | 14,284               | Lübeck-Schlutup (ehemals Pers.-Bf)    | Lübeck-Schlutup (ehemals Pers.-Bf)    |
| Abzweig geradeaus und von links |                      | Anschluss Nordgetreide                | Anschluss Nordgetreide                |
| Betriebsstelle Streckenende |                      | Terminal Schlutup                     | Terminal Schlutup                     |

Die Bahnstrecke Lübeck–Lübeck-Schlutup ist eine eingleisige, nicht elektrifizierte Nebenbahn in Schleswig-Holstein.

## Geschichte
Die Strecke wurde am 20. August 1902 von der Lübeck-Büchener Eisenbahn unter Walther Brecht in Betrieb genommen.
Errichtet wurde die Bahn für die Schlutuper Fischverarbeitungsindustrie. Durch den Bahnbau entstand 1908 bis 1911 ein großes Industriegelände zwischen Bahn und Trave, wo sich unter anderem holzverarbeitende Betriebe ansiedelten, auch ein Schwellenwerk.
Der Personenverkehr wurde auf dieser Strecke 1916 eingestellt, nachdem 1914 die Straßenbahn nach Schlutup gebaut worden war. Während des Zweiten Weltkrieges gab es allerdings Werkspersonenverkehr für die Beschäftigten der Deutschen Waffen- und Munitionswerke, die ab 1936 im Lauerholz errichtet worden waren. Dazu ist der Haltepunkt Schlutuper Tannen eingerichtet worden. Auch diese Werke verfügten über mehrere Gleisanschlüsse.
Heute (2015) werden in Lübeck-Schlutup noch Güter umgeschlagen. Im Schlutuper Hafen werden Papierrollen aus Schweden vom Schiff auf die Bahn verladen und nach Italien weitergesandt.
Gelegentlich gibt es Überlegungen zu einer Reaktivierung des Personenverkehrs in Form von einer Regional- oder S-Bahn. Bislang sind solche Pläne aber stets wegen der schlechten Kosten-Nutzen-Relation in sehr frühen Diskussionsphasen verworfen worden.

## Streckenverlauf
In Strecknitz zweigt die Bahnstrecke von der Bahnstrecke Lübeck–Bad Kleinen ab, verläuft jedoch noch bis hinter der Wakenitz parallel zur Hauptbahn. Sie kreuzt die Brandenbaumer Landstraße sowie die Kirschenallee und führt weiter entlang der Wesloer Landstraße nach Schlutup. In Brandenbaum zweigt die Lübecker Hafenbahn zum Konstinkai ab. Der Bahnhof von Schlutup steht unter Denkmalschutz.